# ISO 3166-2:CH
ISO 3166-2:CH is een ISO-standaard met betrekking tot de zogenaamde geocodes. Het is een subset van de ISO 3166-2 tabel, die specifiek betrekking heeft op Zwitserland.
De gegevens werden op 5 september 2003 door het ISO 3166 Maintenance Agency aangepast bij middel van een nieuwsbrief. Hiermee worden 26 kantons - canton (en) / canton (fr) / Kanton (de) / cantone (it) / chantun (rm) - gedefinieerd.
Volgens de eerste set, ISO 3166-1, staat CH voor Zwitserland, het tweede gedeelte is een tweeletterige code.

## Codes
| Code  | Naam                   | Andere talen                |
| ----- | ---------------------- | --------------------------- |
| CH-AG | Aargau                 |                             |
| CH-AR | Appenzell Ausserrhoden |                             |
| CH-AI | Appenzell Innerrhoden  |                             |
| CH-BL | Basel-Landschaft       |                             |
| CH-BS | Basel-Stadt            |                             |
| CH-BE | Bern                   | Berne                       |
| CH-FR | Fribourg               | Freiburg                    |
| CH-GE | Genève                 |                             |
| CH-GL | Glarus                 |                             |
| CH-GR | Graubünden             | Grigioni, Grischun, Grisons |
| CH-JU | Jura                   |                             |
| CH-LU | Luzern                 |                             |
| CH-NE | Neuchâtel              |                             |
| CH-NW | Nidwalden              |                             |
| CH-OW | Obwalden               |                             |
| CH-SG | Sankt Gallen           |                             |
| CH-SH | Schaffhausen           |                             |
| CH-SZ | Schwyz                 |                             |
| CH-SO | Solothurn              |                             |
| CH-TG | Thurgau                |                             |
| CH-TI | Ticino                 |                             |
| CH-UR | Uri                    |                             |
| CH-VS | Valais                 | Wallis                      |
| CH-VD | Vaud                   |                             |
| CH-ZG | Zug                    |                             |
| CH-ZH | Zürich                 |                             |